# Poiana (okręg Arad)
Poiana – wieś w Rumunii, w okręgu Arad, w gminie Vârfurile. W 2011 roku liczyła 168 mieszkańców. 